# Magool
Magool (tiếng Somalia: Magool, tiếng Ả Rập: مغول) (2 tháng 5 năm, 1948 – 19 tháng 3 năm 2004), tên khai sinh là Halima Khaliif Omar, là ca sĩ người Somali.

## Thơ ấu
Magool sinh ra tại thành phố Dhuusamareeb thủ phủ của vùng Galgaduud nằm tại trung tâm Somalia. Bà có năm anh chị em.
Năm 1959, Khi sống tại nhà của một người anh em họ tên là Mohamed Hashi, bà đã tham gia một ban nhạc nhỏ Mogadishu. Trong năm đó, bà chuyển đến Hargeysa, nơi bà tham gia với phiên bản thành phố sau này của nhóm nhạc Waaberi dựa trên Mogadishu. Chính tại thời điểm này, nhạc sĩ kiêm nhạc sĩ đồng nghiệp Yusuf Haji Adan đã đặt nghệ danh cho bà là  Magool  (có nghĩa là "hoa"), một nghệ danh phổ biến của bà.
Vào giữa những năm 1960, Magool trở lại Mogadishu. Sau đó, bà kết hôn với một vị tướng trẻ tên là Mohamed Nur Galaall. Cuộc hôn nhân không kéo dài nhưng sự nổi tiếng của bà vẫn tiếp tục tăng. Vào những năm 1990, Magool là người tham gia Nội chiến Somalia và là người ủng hộ Mohamed Farah Aideed.

## Đỉnh cao
Vào những năm 1970, Magool hát những bài hát yêu nước nổi tiếng trong khi Somalia đang ở chiến tranh với Ethiopia vùng Ogaden.
Đến cuối những năm 1970, trong khi bà vẫn trình bày các giai điệu tình yêu, Magool cũng bắt đầu hát những bài hát Hồi giáo chỉ trích chính phủ quân sự cầm quyền của Somalia.Một cuộc lưu đày tự áp đặt theo sau kéo dài đến năm 1987. Buổi hòa nhạc của bà năm đó đánh dấu sự giành lại thủ đô của đất nước, mang tên "Mogadishu và Magool", là ngày diễn ra buổi hòa nhạc thành công nhất trong lịch sử Somalia, với hơn 160.000 người đã ùa ra sân vận động của thành phố.
Những màn trình diễn độc đáo của Magool, khả năng thể hiện lại toàn bộ các bài hát giá trị của album trong vài giờ và giọng hát trầm, đầy cảm xúc của cô cuối cùng sẽ mang lại cho cô danh hiệu Hoyadii Fanka, hay "Mother of Artistry."

## Những năm sau đó
Vào ngày 19 tháng 3 năm 2004, Magool chết trong một bệnh viện ở Amsterdam vì ung thư vú. Bà không có bất kỳ người con nào, nhưng cháu trai của bà là rapper/ca sĩ nổi tiếng người Canada gốc Somalia K'naan.